# Navojoa
Navojoa é uma cidade localizada no sul do estado de Sonora, no México, com uma população de 103.312 habitantes. É também cabeça do município do mesmo nome que tem uma população de 144.598 habitantes.

## Cidades-irmãs
- Santa Fe Springs, Estados Unidos
- Almeria, Espanha
- Mexicali, México